# 대한민국 형사소송법 제279조의8
대한민국 형사소송법 제279조의8는 벌칙 적용에서의 공무원 의제에 대한 형사소송법의 조문이다.

## 조문
제279조의8(벌칙 적용에서의 공무원 의제)전문심리위원은 「형법」 제129조부터 제132조까지의 규정에 따른 벌칙의 적용에서는 공무원으로 본다.
[본조신설 2007.12.21.]

## 참고 문헌
- 손동권 신이철, 새로운 형사소송법(초판, 2013), 세창, 2013. ISBN 9788984114081